# جواد أنزور
جواد أنزور عسكري سوري وُلد في بلدة الرقة السورية في منطقة الجزيرة عام 1900 م، لأسرة شركسية هي أسرة طالوستان، التحق بالجيش وتقاعد منه برتبة رئيس عام 1945 م، وعندما قامت حرب فلسطين عام 1948 م لبّى طلب حسني الزعيم بتشكيل فرقة كوماندوس شركسية سورية خاصة من شباب المدن والقرى الشركسية في سوريا، وكان ذلك خلال الهدنة الأولى أثناء الحرب.
خاضت هذه الفرقة الشركسية عدة معارك مثل معركة بستان الخوري، ومعركة سمخ ومعركة كعوش ومعركة تل الدريجيات، وغيرها. وصدر الأمر العسكري لجواد أنزور باستعادة موقع تل العزيزيات الذي أعادت القوات الإسرائيلية احتلاله، تقدّم جواد على رأس مجموعة من الضباط والجنود لاقتحام التل، وانقسمت المجموعة إلى فريقين، فريق يتقدم للاحتلال وفريق يغطي هذا التقدم بنيران، مع إسناد من بعيد تُقدّمه السرايا الثانية والثالثة وسريتا الاحتياط. واستطاعوا استعادة تل العزيزيات، وقتل في المعركة في 18 تموز 1948 م، ونُقل جثمانه إلى مدينة الرقة.